# Кортес, Аврора
Аврора Кортес (исп. Maria Aurora Cortes Tamaris) (12 августа 1909, Орисаба, Веракрус или Мехико — 22 февраля 1998 или 1998, Мехико) — мексиканская актриса эпохи «Золотого века Мексиканского кинематографа».

## Биография
Родилась 12 августа 1909 года в Орисабе. Когда Авроре было 6 лет, на свет появилась её младшая сестра — Мария дель Кармен Кортес Тамарис (1915-91). В мексиканском кинематографе дебютировала в 1934 году в фильме «Сломанный Чучо», после успеха её приглашали сниматься в последующих фильмах и она стала актрисой Золотого века Мексиканского кинематографа, её младшая сестра дебютировала в мексиканском кинематографе в 1938 году. Всего приняла участие в 61 киноработе, среди которых присутствуют и телесериалы, где она снималась в эпизодических и второстепенных ролях. В России она была известна по телесериалам «Богатые тоже плачут» (Тереса), «Моя вторая мама» (Мелина) и «Просто Мария» (Чана), её младшая сестра снялась в 24 работах в кино и телесериалах.
Скончалась 22 февраля 1998 года в Мехико. Причина смерти неизвестна.

## Фильмография

### Мексиканские фильмы

#### Немые фильмы
- 1935 — «Мёртвые говорят» — Донселла Мария
- 1934 — «Сломанный Чучо» — Лупе

#### Фильмы Золотого века мексиканского кинематографа
- 1959 — «Незабываемые мелодии»
- 1959 — «Народ оружия» — Селедония — женщина народа
- 1959 — «Цветок корицы»
- 1956 — «Распятие из камня»
- 1954 — «Llevame en tus brazos» (не переводится)
- 1950 — «Затяжки для колыбели»
- 1950 — «Опасные повороты»
- 1949 — «Туда приходит Видаль Тенорио»
- 1949 — «La Mankornadora» (не переводится)
- 1948 — «Петух поворота»
- 1948 — «Под небом Соноры» — Чиу
- 1947 — «Los cristeros» (не переводится)
- 1946 — «Агуль - и есть Хуан Колорадо» — Бибиана
- 1946 — «Чемпион без короны» — Анастасия
- 1946 — «Любовь к жизни»
- 1945 — «Его большие иллюзии»
- 1944 — «Ты жива, моя беда» — Матильде
- 1942 — «Девочка-брюнетка»
- 1939 — «Дом в Огре»
- 1938 — «Беженцы из Мадрида» — Мария Луиса

##### В титрах не указана
- 1951 — «Ночь погибели»

#### Мексиканские фильмы последующих лет
- 2000 — «В случае, если вы встретитесь не сразу» — Офелия (вышел через 2 года после смерти актрисы).
- 1991 — «Грустно я вспоминаю» — Фелипа
- 1968 — «Нет в море крестов»
- 1967 — «Преданный солдат Панчо Вилья»
- 1966 — «Ангел и я»

##### В титрах не указана
- 1964 — Возвращение Нортеньо — Ленча

#### Короткометражные фильмы
- 2002 — «Горшок» (вышел через 4 года после смерти актрисы)

### Сериалы

#### Сериалы телекомпании «Televisa»
- 1990 — «Моя маленькая Соледад»
- 1989 — «Цветок и корица»
- 1989—90 — «Просто Мария» — Чана (дубл. Елена Павловская)
- 1989 — «Моя вторая мама» — Мелина
- 1986 — «Связанные одной цепью» — Аурелия (ведьма)
- 1986—90 — «Отмеченное время» — Ансиана
- 1984 — «Любовь никогда не умирает» — Нана Гуме
- 1983 — «Искорка» — Хесуса
- 1981 — «Соледад» — Эулалия
- 1981 — «Право на рождение» — Лусия
- 1981 — «Дом, который я ограбила»
- 1979 — «Богатые тоже плачут» — Тереса
- 1977 — «Свадебный марш» — Хосефа
- 1977 — «Месть» — Санта
- 1975 — «Нарасхват» — Рамона
- 1968 — «Руби»
- 1966 — «Мария Исабель»
- 1963 — «Секрет»

#### Сериалы свыше 2-х сезонов
- 1985—2007 — «Женщина, случаи из реальной жизни» (всего 22 сезона)

- Информация о месте рождения актрисы Авроры Кортес, дате смерти и месте смерти актрисы, а также биография взята из статьи журнала «Сериал» (начало 2000-х годов XXI века).